# ホセ・ソリアーノ
ホセ・ソリアーノ（José Soriano, 1998年10月20日 - ）は、ドミニカ共和国サントドミンゴ出身のプロ野球選手（投手）。右投右打。MLBのロサンゼルス・エンゼルス所属。

## 経歴

### プロ入りとエンゼルス傘下時代
2016年3月4日にアマチュア・フリーエージェントでロサンゼルス・エンゼルスと契約金7万ドルで契約してプロ入り。契約後、傘下のルーキー級ドミニカン・サマーリーグ・エンゼルスでプロデビュー。14試合に登板して3勝5敗、防御率1.58、45奪三振を記録した。
2017年はルーキー級アリゾナリーグ・エンゼルスとパイオニアリーグのルーキー級オレム・オウルズでプレーし、2球団合計で13試合（先発11試合）に登板して2勝2敗、防御率2.92、39奪三振を記録した。
2018年はA級バーリントン・ビーズでプレーし、14試合に先発登板して1勝6敗、防御率4.47、42奪三振を記録した。
2019年はルーキー級アリゾナリーグ・エンゼルスとA級バーリントンでプレーし、2球団合計で20試合（先発18試合）に登板して5勝7敗、防御率2.51、92奪三振を記録した。
2020年2月13日にトミー・ジョン手術を受けた。この年はCOVID-19の影響でマイナーリーグのシーズン全試合が中止となり、公式戦への登板はなかった。

### パイレーツ傘下時代
2020年オフのルール・ファイブ・ドラフトでピッツバーグ・パイレーツから指名され、移籍した。
2021年は前述の手術の影響で故障者リスト入りして開幕を迎えた。傘下のA級ブレイデントン・マローダーズでの試合に登板してリハビリを続けていたが、6月15日に二度目のトミー・ジョン手術を受けることになり、シーズンを全休した。オフの11月7日にDFAとなった。

### エンゼルス時代
2021年11月14日に40人枠から外れたことによりルール・ファイブ・ドラフトの規約でエンゼルスに戻ることになった。
2022年はルーキー級アリゾナ・コンプレックスリーグ・エンゼルスとA級インランド・エンパイア・シックスティシクサーズでリハビリ登板を行った。オフの11月15日にルール・ファイブ・ドラフトでの再流出を防ぐため、40人枠入りした。
2023年はAA級ロケットシティ・トラッシュパンダズで開幕を迎え、6月3日にメジャー初昇格を果たした。同日のヒューストン・アストロズ戦でメジャーデビュー。

## 選手としての特徴
100mphを超える速球と大きく曲がるカーブを中心に、シンカー、スプリット、スライダーを投げる。

## 詳細情報

### 年度別投手成績
| 年 度    | 球 団    | 登 板 | 先 発 | 完 投 | 完 封 | 無 四 球 | 勝 利 | 敗 戦 | セ 丨 ブ | ホ 丨 ル ド | 勝 率 | 打 者 | 投 球 回 | 被 安 打 | 被 本 塁 打 | 与 四 球 | 敬 遠 | 与 死 球 | 奪 三 振 | 暴 投 | ボ 丨 ク | 失 点 | 自 責 点 | 防 御 率 | W H I P |
| -------- | -------- | ----- | ----- | ----- | ----- | -------- | ----- | ----- | -------- | ----------- | ----- | ----- | -------- | -------- | ----------- | -------- | ----- | -------- | -------- | ----- | -------- | ----- | -------- | -------- | ------- |
| 2023     | LAA      | 38    | 0     | 0     | 0     | 0        | 1     | 3     | 0        | 15          | .250  | 185   | 42.0     | 33       | 4           | 23       | 2     | 7        | 56       | 2     | 1        | 22    | 17       | 3.64     | 1.33    |
| 2024     | LAA      | 22    | 20    | 0     | 0     | 0        | 6     | 7     | 0        | 1           | .462  | 468   | 113.0    | 91       | 8           | 45       | 1     | 9        | 97       | 7     | 0        | 50    | 43       | 3.42     | 1.20    |
| MLB：2年 | MLB：2年 | 60    | 20    | 0     | 0     | 0        | 7     | 10    | 0        | 16          | .412  | 653   | 155.0    | 124      | 12          | 68       | 3     | 16       | 153      | 9     | 1        | 72    | 60       | 3.48     | 1.24    |

- 2024年度シーズン終了時

### 年度別守備成績
| 年 度 | 球 団 | 投手（P） | 投手（P） | 投手（P） | 投手（P） | 投手（P） | 投手（P） |
| 年 度 | 球 団 | 試 合     | 刺 殺     | 補 殺     | 失 策     | 併 殺     | 守 備 率  |
| ----- | ----- | --------- | --------- | --------- | --------- | --------- | --------- |
| 2023  | LAA   | 38        | 0         | 0         | 2         | 0         | .000      |
| 2024  | LAA   | 22        | 15        | 16        | 2         | 3         | .939      |
| MLB   | MLB   | 60        | 15        | 16        | 4         | 3         | .886      |

- 2024年度シーズン終了時

### 背番号
- 59（2023年 - ）